# Tour de sauvetage

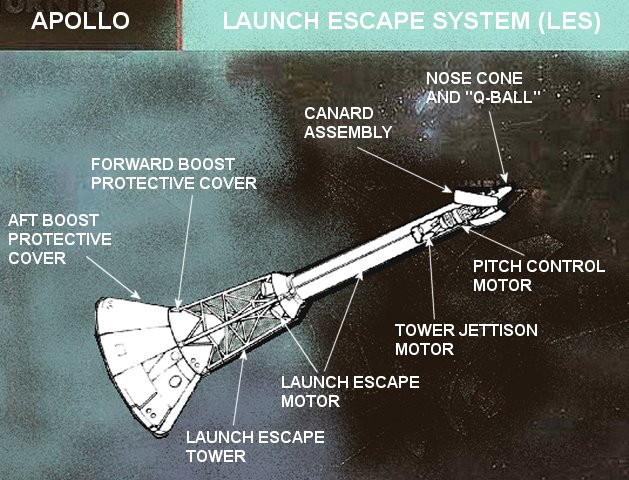
Schéma de la tour de sauvetage de la capsule Apollo.

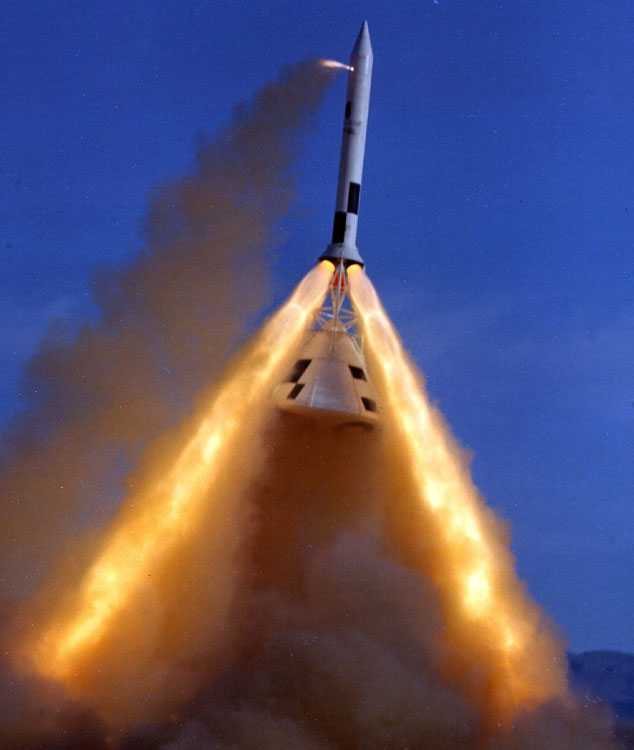
Test de la tour de sauvetage d'Apollo

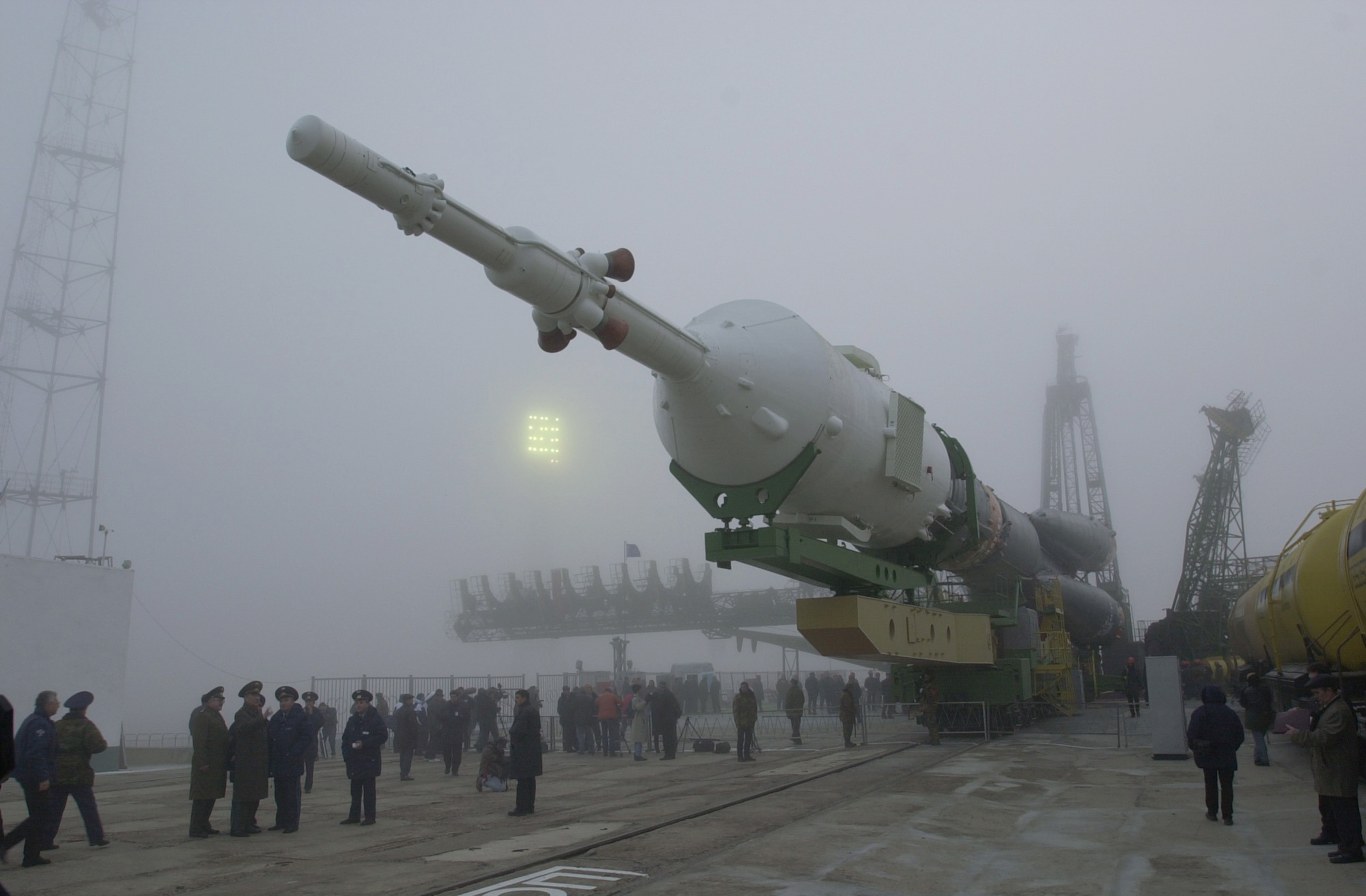
Tour de sauvetage à l'extrémité d'une fusée Soyouz-U à Baïkonour (2000)

Une tour de sauvetage, sur une fusée spatiale, est un dispositif utilisé sur les vols spatiaux habités qui permet, lorsque le lancement d'une fusée échoue au décollage ou dans les premières phases de vol, d'éloigner le vaisseau contenant l'équipage de la fusée en le mettant hors de portée de l'explosion du lanceur.

## Historique

Mise à feu de la tour de sauvetage de la capsule Mercury

Initialement, pour les premiers vols spatiaux habités (Gemini, Vostok), le sauvetage de l'équipage en cas d'explosion de la fusée était confié à un siège éjectable. Ce dispositif était lourd (la masse supplémentaire est conservée tout au long du vol) et ne permettait pas d'écarter suffisamment les cosmonautes de la zone dangereuse lorsque la fusée utilisait des carburants hypergoliques.
Sur les vols spatiaux suivants, la tour de sauvetage, dont la conception est due à l'ingénieur de la NASA Maxime Faget, a remplacé le siège éjectable. Elle a été ou est installée pour de nombreux lancements de missions spatiales habitées tant russes qu'américaines : Mercury, Soyouz et ses variantes, Apollo, N1.

## Conception

Essai de la tour de sauvetage d'Apollo au sommet de la fusée Little Jo II.

La tour de sauvetage est constituée d'un long cylindre attaché au sommet de la capsule. Il comprend généralement deux ensembles de fusées à carburant solide répartis en couronnes : le premier ensemble est chargé d'arracher le vaisseau contenant l'équipage de la fusée porteuse et de le propulser en altitude loin du corps de cette dernière, le second ensemble permet de séparer la tour de sauvetage (et la coiffe qui lui est solidaire) de la capsule, une fois la mission de la tour remplie. La capsule peut alors déployer ses propres parachutes, éventuellement après une phase de vol balistique si l'incident s'est produit en vol, avant de retomber vers le sol. Sur le vaisseau Soyouz, quatre ailettes attachées à la coiffe complètent le dispositif et stabilisent la trajectoire du vaisseau durant l'éjection.
Si le lancement se passe sans incident, le deuxième ensemble de fusées de la tour de sauvetage est déclenché pour la détacher de la capsule au bout d'un certain laps de temps, emportant la coiffe. Ainsi, sur Apollo, cette opération est réalisée après l'allumage du second étage.
Le déclenchement de la tour de sauvetage peut être manuel ou automatique.

## Lancements équipés
Les lanceurs listés ci-dessous sont triés par ordre chronologique de leur premier vol avec une tour de sauvetage. Seuls les lanceurs ayant dépassé la ligne de Kármán (100 km) sont répertoriés.
- Mercury-Redstone (programme Mercury)
- Soyuz (programme Soyuz)
- Saturn 1B (programme Apollo et Skylab)
- Saturn V (programme Apollo)
- Proton-K (programmes Zond et TKS, vols avec animaux uniquement)
- Long March 2F (programme Shenzhou)
- Delta IV Heavy (programme Artemis, inhabité)

## Un seul cas d'utilisation: la missionSoyouz T-10-1

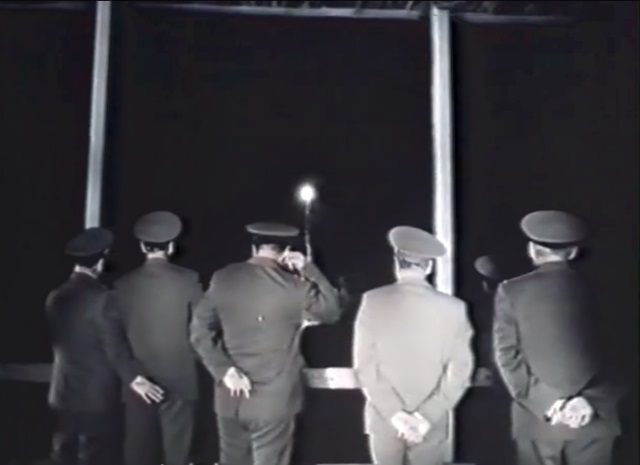
Éjection de la coiffe du Soyouz T-10-1.

Le lancement avorté de Soyouz T-10-1, le 26 septembre 1983, est le seul cas (à fin 2022) de mise en œuvre de la tour de sauvetage. Juste avant le lancement de cette mission, à la suite d'une défaillance d'une valve, le carburant s'est répandu autour de la fusée et s'est enflammé. Le centre de contrôle a alors déclenché la mise à feu de la tour de sauvetage tandis que les boosters de la fusée étaient en flammes et que celle-ci penchait de 20°. La tour de sauvetage a imprimé au vaisseau spatial une accélération de 19 g pendant une fraction de seconde puis de 14 à 17 g durant cinq secondes. La capsule a alors atteint l'altitude de 1 200 mètres, s'est séparé du module orbital, a ouvert son parachute et a éjecté son bouclier thermique, découvrant quatre rétrofusées à poudre dont le rôle est d'amortir le contact avec le sol. La capsule a atterri à quatre kilomètres du site de lancement avec un équipage sain et sauf. Le site de lancement s'est trouvé complètement détruit par l'explosion de la fusée Soyouz.
La tour de sauvetage impliquée dans ce vol est toujours à l'emplacement de son crash aujourd'hui.

## Tour de sauvetage du vaisseau spatial Apollo

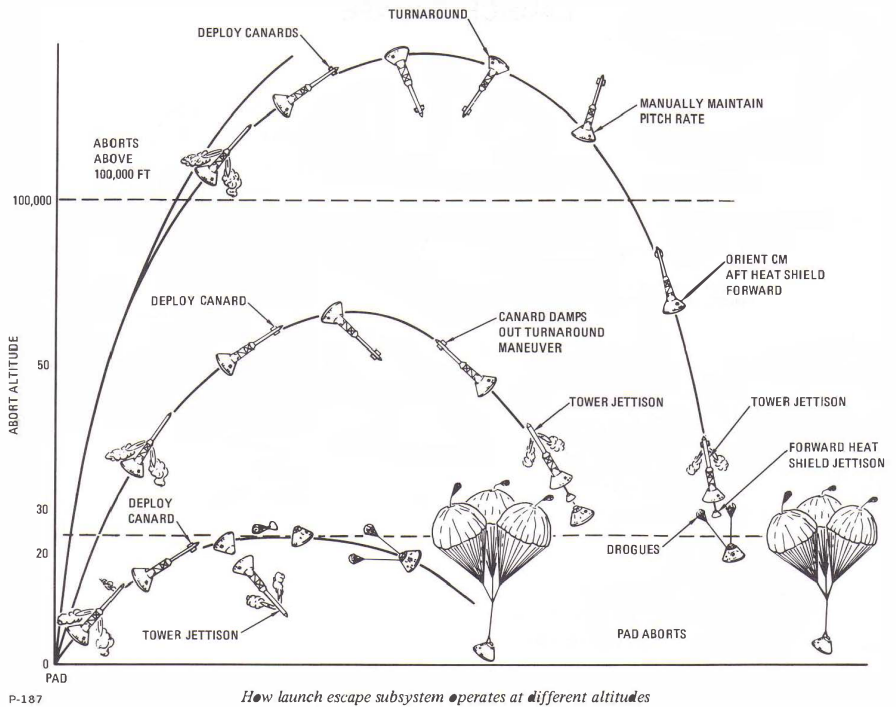
Fonctionnement de la tour de sauvetage selon l'altitude à laquelle l'avortement du vol est décidé.

Pour les missions Apollo, le système a été développé par la Lockheed Propulsion Company à la suite d'un contrat passé par la NASA le 13 février 1963.
La tour de sauvetage utilisée sur les Saturn V avait les caractéristiques suivantes :
- longueur : 10,2 m
- diamètre: 0,66 m
- poids : 4,2 tonnes
- poussée des fusées : 689 kN (environ 68 tonnes)

Sa poussée était plus forte que celle de la fusée Redstone qui avait propulsé Alan Shepard lors de la première mission spatiale américaine.
Pendant un vol abortif, l'ensemble vaisseau plus tour de sauvetage était réputé stable aérodynamiquement, non pas parce que cet ensemble était à traction avant (le moteur tirant le vaisseau depuis le haut), mais parce que le centre des efforts aérodynamique normaux sur l'ensemble se trouvait en arrière du centre des masses. Un dispositif spécial (dont une fusée déviatrice visible ci-dessus) était d'ailleurs prévu pour donner au même ensemble une trajectoire courbe l'éloignant de la fusée porteuse Saturne V. A contrario, le vaisseau Soyouz dans cette même configuration abortive nécessitait un stabilisation par panneaux cellulaires (voir ci-dessous).

## Tour de sauvetage du vaisseau spatial Orion
La tour de sauvetage de la capsule Orion (Launch Abort System abrégé en LAS), qui devait être lancée par la fusée Ares I, a été développée conjointement par Aerojet, Lockheed Martin et la NASA. Elle reprend dans ses grandes lignes le fonctionnement du dispositif utilisé sur le vaisseau spatial Apollo. Le LAS a la forme d'une fusée d'environ 14 mètres de haut attachée au sommet de la capsule Orion par un adaptateur en forme de cône prolongé par une protection.
La tour de sauvetage comporte trois moteurs-fusées à poudre superposés. Le premier en partant du bas, le plus puissant (environ 230 tonnes de poussée) doit arracher la capsule de la fusée Ares et la hisser assez haut (1 200 mètres minimum, en cas de déclenchement au sol) pour que la capsule ait le temps de déployer ses parachutes avant de retomber. Cette phase dure deux secondes[non pertinent]. Le corps de ce moteur fusée est monté tête bêche et les quatre tuyères dévient chacune le jet de 270° vers le bas. Cette solution, qui rompt avec le design retenu pour Apollo, permet d'éviter que les flammes viennent lécher le sommet de la capsule et allège le poids de la tour (environ six tonnes). Au sommet du LAS, une couronne de huit tuyères fournissant chacune un peu plus d'une tonne de poussée est chargée de contrôler l'orientation. Après la phase ascensionnelle, l'action de ces tuyères doit permettre d'écarter la capsule de l'axe de lancement au minimum d'un kilomètre et de la stabiliser. Lorsque la capsule commence à retomber, quatre tuyères, situées à mi-hauteur de la tour et fournissant chacune une poussée de 4,4 tonnes, séparent la tour de sauvetage de la capsule, de manière que celle-ci puisse ouvrir ses parachutes. Trois séquences différentes sont prévues selon que la tour de sauvetage est sollicitée à une altitude inférieure à 8 km, comprise entre 8 km et 46 km, ou entre 46 km et 91 km. Au-dessus de cette dernière altitude, la tour de sauvetage est larguée.

Une alternative à cette tour de sauvetage fut également proposée et mise au point, le MLAS (soit le Max Launch Abort System). La capsule Orion était flanquée de quatre fusées existantes (construites à Huntsville (Thiokol solid-rocket motors) qui propulsaient la capsule vers le haut. Ce dispositif ne comportait donc pas de tour.

Le MLAS fut abandonné lors du choix, par la NASA de la Delta IV Heavy et du Space Launch System de SpaceX.

## Galerie

Schéma du fonctionnement de la tour de sauvetage d’une fusée Soyouz.
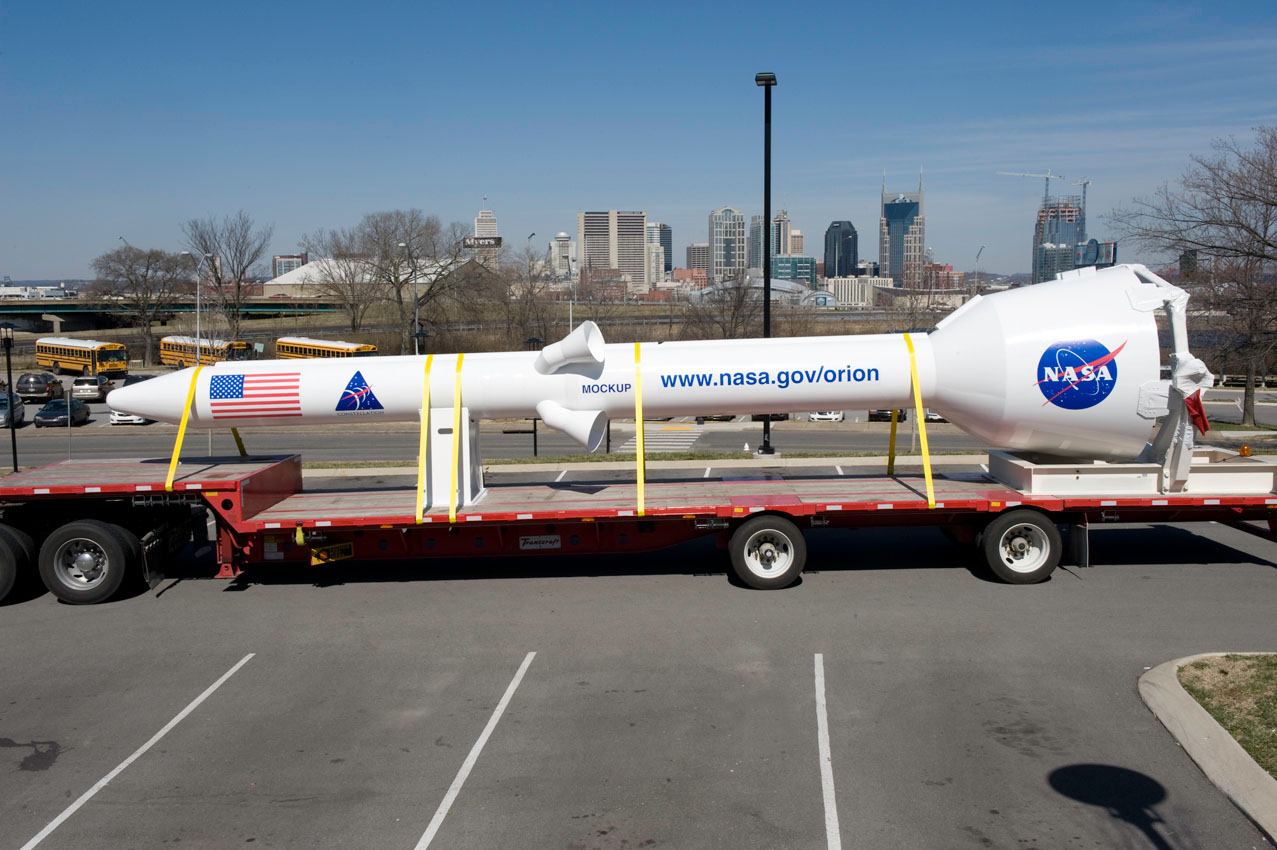
Une maquette de la tour de sauvetage du véhicule spatial Orion.
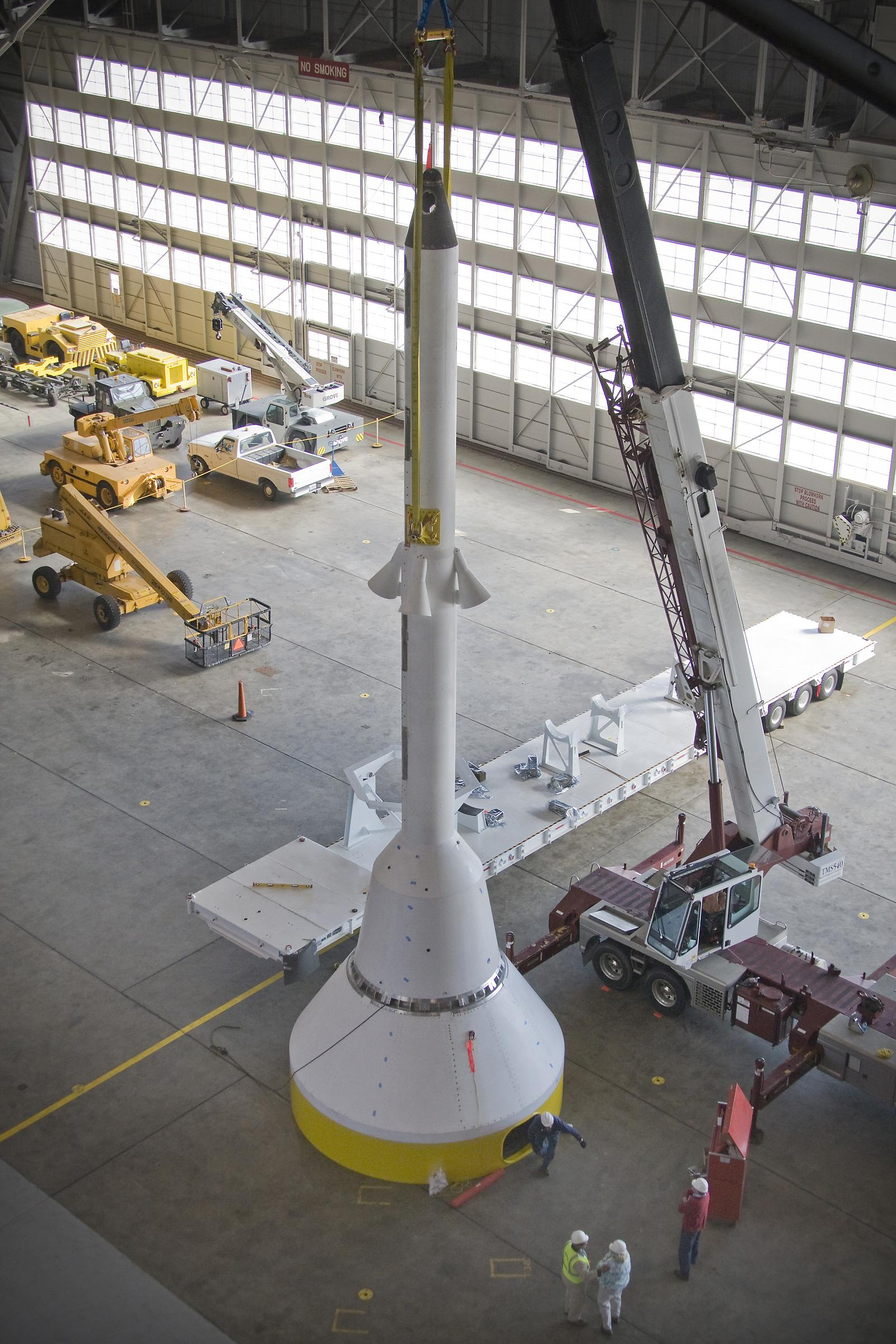
La tour de sauvetage d'Orion.